# Ferdinand von Neipperg
El conde Ferdinand von Neipperg (1809-24 de febrero de 1843) fue un noble y militar alemán, hijo de Adam Albert, conde de Neipperg y segundo marido de María Luisa de Austria.

## Biografía

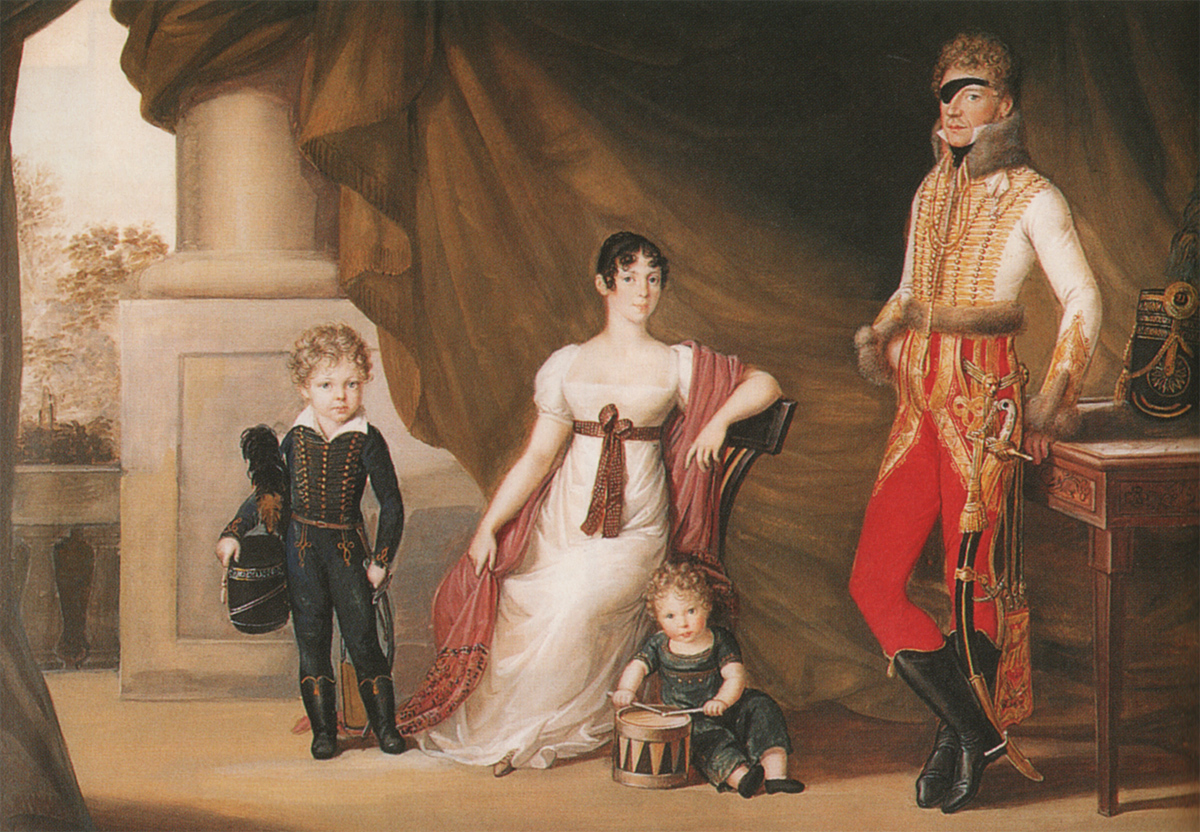
Retrato en su infancia junto con sus padres y su hermano Alfred (izquierda).

Ferdinand fue el segundo de los cuatro hijos habidos del matrimonio entre Adam Albert, conde de Neipperg; y la condesa Theresia Pola (1778-1815). Ferdinand tendría tres hermanos:
1. Alfred von Neipperg, que sucedería como conde de Neipperg en 1829 tras la muerte de Adam Albert.
2. Gustav von Neipperg (1811-1850)
3. Erwin von Neipperg (1813-1897)

Además fruto de la relación de su padre con María Luisa de Austria, iniciada en 1815, Ferdinand tendría dos medio hermanos: 
- Albertina María de Montenuovo (1817-1867), que casó con Luigi Sanvitale, conde de Fontanellato
- Guillermo Alberto, conde de Montenuovo (1819-1895), luego creado príncipe de Montenuovo . Contrajo matrimonio con la condesa Juliana Batthyány von Németújvár.

Su padre y María Luisa acabaron contrayendo matrimonio en 1821 tras la muerte de Napoleón Bonaparte, esposo de María Luisa de Austria.Como era habitual en los jóvenes nobles de su época, siguió la carrera militar. Sirvió en el ejército del Imperio austríaco, así en 1832 era capitán del Regimiento de húsares n.º 1 "Emperador" del ejército imperial austríaco. Diez años después (1842) había alcanzado el grado de capitán en ese mismo regimiento.
Fernando encontraría la muerte en febrero de 1843 en la localidad de Sutjeska (Szárcsa en húngaro) situada en el actual distrito de Banato Central (Serbia), donde estaba estacionado con su regimiento de húsares. De acuerdo con la prensa contemporánea, el 22 de febrero Ferdinand prohibió a dos sujetos en estado de embriaguez el acceso a un baile local, temiendo alborotos. Estos reaccionaron disparando sus pistolas, iniciándose una reyerta en la que Ferdinand resultó gravemente herido. Dos días después murió como consecuencia de las heridas recibidas. Fue enterrado con todos los honores militares el 26 de febrero de 1843.